# Tour de l'Ain 2015
Le 27e édition du Tour de l'Ain a eu lieu du 11 au 15 août 2015. La course fait partie du calendrier UCI Europe Tour 2015 en catégorie 2.1.
L'épreuve a été remportée par le Français Alexandre Geniez (FDJ), vainqueur de la troisième étape, qui s'impose de cinq et neuf secondes respectivement devant ses deux compatriotes Florian Vachon (Bretagne-Séché Environnement) et le lauréat de la quatrième étape Pierre Latour (AG2R La Mondiale).
Les Français s'adjugent également tous les accessits avec Nacer Bouhanni (Cofidis), vainqueur des première et deuxième étapes, qui gagne le classement par points, Brice Feillu (Bretagne-Séché Environnement) celui de la montagne, Latour finit quant à lui meilleur jeune et sa formation française AG2R La Mondiale meilleure équipe.

## Présentation

### Parcours
L'épreuve est présentée officiellement le 5 mars 2015 à Saint-Vulbas,. Dès le 4 mars, il est annoncé que le prologue de l'épreuve se déroulera le 11 août à Bourg-en-Bresse, comme en 2011. Il est suivi de deux étapes de plaine et deux étapes de moyenne montagne. Pour la première étape de moyenne montagne, la troisième étape, les coureurs devront franchir respectivement le col des Fosses (742 m d'altitude au km 27,1), le col de Ballon (928 m au km 55,1), le col du Vieux Cerdon (601 m au km 98,7), le col du Berthiand (786 m au km 122,6) et la côte de Cessiat (680 m au km 138,1), cette dernière se situant à 6,1 km du but. Le lendemain, lors de la quatrième étape, le peloton empruntera la côte de Samognat (630 m au km 13,3), la côte de Viry (820 m au km 27,7), la côte de Plagne (803 m au km 65,2), la côte de Giron (1 003 m au km 84,2), le col de Menthières (1 130 m au km 120,1) avant une arrivée en côte dans la station de sports d'hiver des Monts Jura.

### Équipes
Classé en catégorie 2.1 de l'UCI Europe Tour, le Tour de l'Ain est par conséquent ouvert aux WorldTeams dans la limite de 50 % des équipes participantes, aux équipes continentales professionnelles, aux équipes continentales et aux équipes nationales.
Seize équipes participent à ce Tour de l'Ain - trois WorldTeams, quatre équipes continentales professionnelles, sept équipes continentales et deux équipes nationales :
| WorldTeams (3)- AG2R La Mondiale - FDJ - Lotto NL-Jumbo Équipes continentales professionnelles (4)- Bora-Argon 18 - Bretagne-Séché Environnement - Cofidis, Solutions Crédits - Europcar Équipes continentales (7)- Armée de terre - Auber 93 - Ecuador - Marseille 13 KTM - Rabobank Development - Roubaix Lille Métropole - Vino 4-ever Équipes nationales (2)- États-Unis espoirs - France espoirs |
| |

## Étapes
| Étape     | Date    | Villes étapes                     | type                        | Distance (km) | Vainqueur d'étape | Leader du classement général |
| --------- | ------- | --------------------------------- | --------------------------- | ------------- | ----------------- | ---------------------------- |
| Prologue  | 11 août | Bourg-en-Bresse – Bourg-en-Bresse | contre-la-montre individuel | 3,8           | Mike Teunissen    | Mike Teunissen               |
| 1re étape | 12 août | La Plaine Tonique – Saint-Vulbas  | étape de plaine             | 162           | Nacer Bouhanni    | Nacer Bouhanni               |
| 2e étape  | 13 août | Feillens – Pont-de-Vaux           | étape de plaine             | 159,7         | Nacer Bouhanni    | Nacer Bouhanni               |
| 3e étape  | 14 août | Lagnieu – Bellignat               | étape de moyenne montagne   | 145,1         | Alexandre Geniez  | Alexandre Geniez             |
| 4e étape  | 15 août | Nantua – Lélex                    | étape de moyenne montagne   | 140,5         | Pierre Latour     | Alexandre Geniez             |

## Déroulement de la course

### Prologue
Le prologue est remporté par le Néerlandais Mike Teunissen (Lotto NL-Jumbo) qui obtient sa première victoire en tant que coureur professionnel en devançant deux coureurs français de l'équipe FDJ Alexandre Geniez, battu de six centièmes, et Marc Sarreau, d'une seconde,.
| \| Classement de l'étape \| Classement de l'étape \| Classement de l'étape \| Classement de l'étape \| Classement de l'étape \| \| Coureur \| Coureur \| Pays \| Équipe \| Temps \| \| --------------------- \| ---------------------- \| --------------------- \| -------------------------- \| --------------------- \| \| 1er \| Mike Teunissen \| Pays-Bas \| LottoNL-Jumbo \| 4 min 31 s \| \| 2e \| Alexandre Geniez \| France \| FDJ \| + 0 s \| \| 3e \| Marc Sarreau \| France \| FDJ \| + 1 s \| \| 4e \| Jimmy Engoulvent \| France \| Team Europcar \| + 2 s \| \| 5e \| Twan Castelijns \| Pays-Bas \| LottoNL-Jumbo \| + 2 s \| \| 6e \| Cyril Lemoine \| France \| Cofidis, Solutions Crédits \| + 4 s \| \| 7e \| Nans Peters \| France \| France espoirs \| + 5 s \| \| 8e \| Jean-Christophe Péraud \| France \| AG2R La Mondiale \| + 5 s \| \| 9e \| Nacer Bouhanni \| France \| Cofidis, Solutions Crédits \| + 5 s \| \| 10e \| Lukas Pöstlberger \| Autriche \| Bora-Argon 18 \| + 5 s \| |                        |          |                            |            |
| |                        |          |                            |            |
| Sources : ProCyclingStats Cycling Archives |                        |          |                            |            |
| Classement de l'étape |                        |          |                            |            |
| Coureur | Coureur                | Pays     | Équipe                     | Temps      |
| 1er | Mike Teunissen         | Pays-Bas | LottoNL-Jumbo              | 4 min 31 s |
| 2e | Alexandre Geniez       | France   | FDJ                        | + 0 s      |
| 3e | Marc Sarreau           | France   | FDJ                        | + 1 s      |
| 4e | Jimmy Engoulvent       | France   | Team Europcar              | + 2 s      |
| 5e | Twan Castelijns        | Pays-Bas | LottoNL-Jumbo              | + 2 s      |
| 6e | Cyril Lemoine          | France   | Cofidis, Solutions Crédits | + 4 s      |
| 7e | Nans Peters            | France   | France espoirs             | + 5 s      |
| 8e | Jean-Christophe Péraud | France   | AG2R La Mondiale           | + 5 s      |
| 9e | Nacer Bouhanni         | France   | Cofidis, Solutions Crédits | + 5 s      |
| 10e | Lukas Pöstlberger      | Autriche | Bora-Argon 18              | + 5 s      |

| \| Classement général \| Classement général \| Classement général \| Classement général \| Classement général \| \| Coureur \| Coureur \| Pays \| Équipe \| Temps \| \| ------------------ \| ---------------------- \| ------------------ \| -------------------------- \| ------------------ \| \| 1er \| Mike Teunissen \| Pays-Bas \| LottoNL-Jumbo \| 4 min 31 s \| \| 2e \| Alexandre Geniez \| France \| FDJ \| + 0 s \| \| 3e \| Marc Sarreau \| France \| FDJ \| + 1 s \| \| 4e \| Jimmy Engoulvent \| France \| Team Europcar \| + 2 s \| \| 5e \| Twan Castelijns \| Pays-Bas \| Lotto NL-Jumbo \| + 2 s \| \| 6e \| Cyril Lemoine \| France \| Cofidis, Solutions Crédits \| + 4 s \| \| 7e \| Nans Peters \| France \| France espoirs \| + 5 s \| \| 8e \| Jean-Christophe Péraud \| France \| AG2R La Mondiale \| + 5 s \| \| 9e \| Nacer Bouhanni \| France \| Cofidis, Solutions Crédits \| + 5 s \| \| 10e \| Lukas Pöstlberger \| Autriche \| Bora-Argon 18 \| + 5 s \| |                        |          |                            |            |
| |                        |          |                            |            |
| Sources : ProCyclingStats Cycling Archives |                        |          |                            |            |
| Classement général |                        |          |                            |            |
| Coureur | Coureur                | Pays     | Équipe                     | Temps      |
| 1er | Mike Teunissen         | Pays-Bas | LottoNL-Jumbo              | 4 min 31 s |
| 2e | Alexandre Geniez       | France   | FDJ                        | + 0 s      |
| 3e | Marc Sarreau           | France   | FDJ                        | + 1 s      |
| 4e | Jimmy Engoulvent       | France   | Team Europcar              | + 2 s      |
| 5e | Twan Castelijns        | Pays-Bas | Lotto NL-Jumbo             | + 2 s      |
| 6e | Cyril Lemoine          | France   | Cofidis, Solutions Crédits | + 4 s      |
| 7e | Nans Peters            | France   | France espoirs             | + 5 s      |
| 8e | Jean-Christophe Péraud | France   | AG2R La Mondiale           | + 5 s      |
| 9e | Nacer Bouhanni         | France   | Cofidis, Solutions Crédits | + 5 s      |
| 10e | Lukas Pöstlberger      | Autriche | Bora-Argon 18              | + 5 s      |

### 1reétape
| \| Classement de l'étape \| Classement de l'étape \| Classement de l'étape \| Classement de l'étape \| Classement de l'étape \| \| Coureur \| Coureur \| Pays \| Équipe \| Temps \| \| --------------------- \| --------------------- \| --------------------- \| -------------------------- \| --------------------- \| \| 1er \| Nacer Bouhanni \| France \| Cofidis, Solutions Crédits \| 3 h 38 min 26 s \| \| 2e \| Anthony Maldonado \| France \| Auber 93 \| + 0 s \| \| 3e \| Samuel Dumoulin \| France \| AG2R La Mondiale \| + 0 s \| \| 4e \| Mike Teunissen \| Pays-Bas \| LottoNL-Jumbo \| + 0 s \| \| 5e \| Rudy Barbier \| France \| Roubaix Lille Métropole \| + 0 s \| \| 6e \| Patrick Konrad \| Autriche \| Bora-Argon 18 \| + 0 s \| \| 7e \| Barry Markus \| Pays-Bas \| LottoNL-Jumbo \| + 0 s \| \| 8e \| Jimmy Engoulvent \| France \| Team Europcar \| + 0 s \| \| 9e \| Jeroen Meijers \| Pays-Bas \| Rabobank Development \| + 0 s \| \| 10e \| Pierre Gouault \| France \| Auber 93 \| + 0 s \| |                   |          |                            |                 |
| |                   |          |                            |                 |
| Sources : ProCyclingStats Cycling Archives |                   |          |                            |                 |
| Classement de l'étape |                   |          |                            |                 |
| Coureur | Coureur           | Pays     | Équipe                     | Temps           |
| 1er | Nacer Bouhanni    | France   | Cofidis, Solutions Crédits | 3 h 38 min 26 s |
| 2e | Anthony Maldonado | France   | Auber 93                   | + 0 s           |
| 3e | Samuel Dumoulin   | France   | AG2R La Mondiale           | + 0 s           |
| 4e | Mike Teunissen    | Pays-Bas | LottoNL-Jumbo              | + 0 s           |
| 5e | Rudy Barbier      | France   | Roubaix Lille Métropole    | + 0 s           |
| 6e | Patrick Konrad    | Autriche | Bora-Argon 18              | + 0 s           |
| 7e | Barry Markus      | Pays-Bas | LottoNL-Jumbo              | + 0 s           |
| 8e | Jimmy Engoulvent  | France   | Team Europcar              | + 0 s           |
| 9e | Jeroen Meijers    | Pays-Bas | Rabobank Development       | + 0 s           |
| 10e | Pierre Gouault    | France   | Auber 93                   | + 0 s           |

| \| Classement général \| Classement général \| Classement général \| Classement général \| Classement général \| \| Coureur \| Coureur \| Pays \| Équipe \| Temps \| \| ------------------ \| ---------------------- \| ------------------ \| -------------------------- \| ------------------ \| \| 1er \| Nacer Bouhanni \| France \| Cofidis, Solutions Crédits \| 3 h 42 min 52 s \| \| 2e \| Mike Teunissen \| Pays-Bas \| LottoNL-Jumbo \| + 5 s \| \| 3e \| Alexandre Geniez \| France \| FDJ \| + 5 s \| \| 4e \| Marc Sarreau \| France \| FDJ \| + 6 s \| \| 5e \| Jimmy Engoulvent \| France \| Team Europcar \| + 7 s \| \| 6e \| Twan Castelijns \| Pays-Bas \| Lotto NL-Jumbo \| + 7 s \| \| 7e \| Samuel Dumoulin \| France \| AG2R La Mondiale \| + 8 s \| \| 8e \| Nans Peters \| France \| France espoirs \| + 10 s \| \| 9e \| Jean-Christophe Péraud \| France \| AG2R La Mondiale \| + 10 s \| \| 10e \| Lukas Pöstlberger \| Autriche \| Bora-Argon 18 \| + 10 s \| |                        |          |                            |                 |
| |                        |          |                            |                 |
| Sources : ProCyclingStats Cycling Archives |                        |          |                            |                 |
| Classement général |                        |          |                            |                 |
| Coureur | Coureur                | Pays     | Équipe                     | Temps           |
| 1er | Nacer Bouhanni         | France   | Cofidis, Solutions Crédits | 3 h 42 min 52 s |
| 2e | Mike Teunissen         | Pays-Bas | LottoNL-Jumbo              | + 5 s           |
| 3e | Alexandre Geniez       | France   | FDJ                        | + 5 s           |
| 4e | Marc Sarreau           | France   | FDJ                        | + 6 s           |
| 5e | Jimmy Engoulvent       | France   | Team Europcar              | + 7 s           |
| 6e | Twan Castelijns        | Pays-Bas | Lotto NL-Jumbo             | + 7 s           |
| 7e | Samuel Dumoulin        | France   | AG2R La Mondiale           | + 8 s           |
| 8e | Nans Peters            | France   | France espoirs             | + 10 s          |
| 9e | Jean-Christophe Péraud | France   | AG2R La Mondiale           | + 10 s          |
| 10e | Lukas Pöstlberger      | Autriche | Bora-Argon 18              | + 10 s          |

### 2eétape
| \| Classement de l'étape \| Classement de l'étape \| Classement de l'étape \| Classement de l'étape \| Classement de l'étape \| \| Coureur \| Coureur \| Pays \| Équipe \| Temps \| \| --------------------- \| --------------------- \| --------------------- \| -------------------------- \| --------------------- \| \| 1er \| Nacer Bouhanni \| France \| Cofidis, Solutions Crédits \| 3 h 35 min 37 s \| \| 2e \| Rudy Barbier \| France \| Roubaix Lille Métropole \| + 0 s \| \| 3e \| Barry Markus \| Pays-Bas \| LottoNL-Jumbo \| + 0 s \| \| 4e \| Benoît Sinner \| France \| Armée de terre \| + 0 s \| \| 5e \| Nick van der Lijke \| Pays-Bas \| LottoNL-Jumbo \| + 0 s \| \| 6e \| Albert Torres \| Espagne \| Team Ecuador \| + 0 s \| \| 7e \| Jeroen Meijers \| Pays-Bas \| Rabobank Development \| + 0 s \| \| 8e \| Cees Bol \| Pays-Bas \| Rabobank Development \| + 0 s \| \| 9e \| Anthony Maldonado \| France \| Auber 93 \| + 0 s \| \| 10e \| Merijn Korevaar \| Pays-Bas \| Rabobank Development \| + 0 s \| |                    |          |                            |                 |
| |                    |          |                            |                 |
| Sources : ProCyclingStats Cycling Archives |                    |          |                            |                 |
| Classement de l'étape |                    |          |                            |                 |
| Coureur | Coureur            | Pays     | Équipe                     | Temps           |
| 1er | Nacer Bouhanni     | France   | Cofidis, Solutions Crédits | 3 h 35 min 37 s |
| 2e | Rudy Barbier       | France   | Roubaix Lille Métropole    | + 0 s           |
| 3e | Barry Markus       | Pays-Bas | LottoNL-Jumbo              | + 0 s           |
| 4e | Benoît Sinner      | France   | Armée de terre             | + 0 s           |
| 5e | Nick van der Lijke | Pays-Bas | LottoNL-Jumbo              | + 0 s           |
| 6e | Albert Torres      | Espagne  | Team Ecuador               | + 0 s           |
| 7e | Jeroen Meijers     | Pays-Bas | Rabobank Development       | + 0 s           |
| 8e | Cees Bol           | Pays-Bas | Rabobank Development       | + 0 s           |
| 9e | Anthony Maldonado  | France   | Auber 93                   | + 0 s           |
| 10e | Merijn Korevaar    | Pays-Bas | Rabobank Development       | + 0 s           |

| \| Classement général \| Classement général \| Classement général \| Classement général \| Classement général \| \| Coureur \| Coureur \| Pays \| Équipe \| Temps \| \| ------------------ \| ---------------------- \| ------------------ \| -------------------------- \| ------------------ \| \| 1er \| Nacer Bouhanni \| France \| Cofidis, Solutions Crédits \| 7 h 18 min 19 s \| \| 2e \| Mike Teunissen \| Pays-Bas \| LottoNL-Jumbo \| + 15 s \| \| 3e \| Alexandre Geniez \| France \| FDJ \| + 15 s \| \| 4e \| Marc Sarreau \| France \| FDJ \| + 16 s \| \| 5e \| Jimmy Engoulvent \| France \| Team Europcar \| + 17 s \| \| 6e \| Twan Castelijns \| Pays-Bas \| Lotto NL-Jumbo \| + 17 s \| \| 7e \| Samuel Dumoulin \| France \| AG2R La Mondiale \| + 18 s \| \| 8e \| Rudy Barbier \| France \| Roubaix Lille Métropole \| + 18 s \| \| 9e \| Nans Peters \| France \| France espoirs \| + 20 s \| \| 10e \| Jean-Christophe Péraud \| France \| AG2R La Mondiale \| + 20 s \| |                        |          |                            |                 |
| |                        |          |                            |                 |
| Sources : ProCyclingStats Cycling Archives |                        |          |                            |                 |
| Classement général |                        |          |                            |                 |
| Coureur | Coureur                | Pays     | Équipe                     | Temps           |
| 1er | Nacer Bouhanni         | France   | Cofidis, Solutions Crédits | 7 h 18 min 19 s |
| 2e | Mike Teunissen         | Pays-Bas | LottoNL-Jumbo              | + 15 s          |
| 3e | Alexandre Geniez       | France   | FDJ                        | + 15 s          |
| 4e | Marc Sarreau           | France   | FDJ                        | + 16 s          |
| 5e | Jimmy Engoulvent       | France   | Team Europcar              | + 17 s          |
| 6e | Twan Castelijns        | Pays-Bas | Lotto NL-Jumbo             | + 17 s          |
| 7e | Samuel Dumoulin        | France   | AG2R La Mondiale           | + 18 s          |
| 8e | Rudy Barbier           | France   | Roubaix Lille Métropole    | + 18 s          |
| 9e | Nans Peters            | France   | France espoirs             | + 20 s          |
| 10e | Jean-Christophe Péraud | France   | AG2R La Mondiale           | + 20 s          |

### 3eétape
Lors de la première étape de moyenne montagne, entre Lagnieu et Bellignat, les Français Pierre Latour (AG2R La Mondiale), Florian Vachon (Bretagne-Séché Environnement) et Théo Vimpère (Auber 93) s'échappent d'un groupe d'une quinzaine de coureurs dans l'ascension de la dernière difficulté. Ils sont rejoints dans la descente par leur compatriote Alexandre Geniez (FDJ). Celui-ci s'impose au sprint en petit comité et prend la première place du classement général.
| \| Classement de l'étape \| Classement de l'étape \| Classement de l'étape \| Classement de l'étape \| Classement de l'étape \| \| Coureur \| Coureur \| Pays \| Équipe \| Temps \| \| --------------------- \| --------------------- \| --------------------- \| ---------------------------- \| --------------------- \| \| 1er \| Alexandre Geniez \| France \| FDJ \| 3 h 40 min 27 s \| \| 2e \| Florian Vachon \| France \| Bretagne-Séché Environnement \| + 0 s \| \| 3e \| Théo Vimpère \| France \| Auber 93 \| + 0 s \| \| 4e \| Pierre Latour \| France \| AG2R La Mondiale \| + 0 s \| \| 5e \| Julien Guay \| France \| Auber 93 \| + 9 s \| \| 6e \| Patrick Konrad \| Autriche \| Bora-Argon 18 \| + 9 s \| \| 7e \| Sam Oomen \| Pays-Bas \| Rabobank Development \| + 9 s \| \| 8e \| Steven Kruijswijk \| Pays-Bas \| LottoNL-Jumbo \| + 9 s \| \| 9e \| Domenico Pozzovivo \| Italie \| AG2R La Mondiale \| + 9 s \| \| 10e \| Nans Peters \| France \| France espoirs \| + 9 s \| |                    |          |                              |                 |
| |                    |          |                              |                 |
| Sources : ProCyclingStats Cycling Archives |                    |          |                              |                 |
| Classement de l'étape |                    |          |                              |                 |
| Coureur | Coureur            | Pays     | Équipe                       | Temps           |
| 1er | Alexandre Geniez   | France   | FDJ                          | 3 h 40 min 27 s |
| 2e | Florian Vachon     | France   | Bretagne-Séché Environnement | + 0 s           |
| 3e | Théo Vimpère       | France   | Auber 93                     | + 0 s           |
| 4e | Pierre Latour      | France   | AG2R La Mondiale             | + 0 s           |
| 5e | Julien Guay        | France   | Auber 93                     | + 9 s           |
| 6e | Patrick Konrad     | Autriche | Bora-Argon 18                | + 9 s           |
| 7e | Sam Oomen          | Pays-Bas | Rabobank Development         | + 9 s           |
| 8e | Steven Kruijswijk  | Pays-Bas | LottoNL-Jumbo                | + 9 s           |
| 9e | Domenico Pozzovivo | Italie   | AG2R La Mondiale             | + 9 s           |
| 10e | Nans Peters        | France   | France espoirs               | + 9 s           |

| \| Classement général \| Classement général \| Classement général \| Classement général \| Classement général \| \| Coureur \| Coureur \| Pays \| Équipe \| Temps \| \| ------------------ \| ------------------ \| ------------------ \| ---------------------------- \| ------------------ \| \| 1er \| Alexandre Geniez \| France \| FDJ \| 10 h 58 min 51 s \| \| 2e \| Florian Vachon \| France \| Bretagne-Séché Environnement \| + 9 s \| \| 3e \| Pierre Latour \| France \| AG2R La Mondiale \| + 19 s \| \| 4e \| Nans Peters \| France \| France espoirs \| + 24 s \| \| 5e \| Steven Kruijswijk \| Pays-Bas \| LottoNL-Jumbo \| + 28 s \| \| 6e \| Théo Vimpère \| France \| Auber 93 \| + 30 s \| \| 7e \| Sam Oomen \| Pays-Bas \| Rabobank Development \| + 30 s \| \| 8e \| Brice Feillu \| France \| Bretagne-Séché Environnement \| + 31 s \| \| 9e \| José Mendes \| Portugal \| Bora-Argon 18 \| + 31 s \| \| 10e \| Patrick Konrad \| Autriche \| Bora-Argon 18 \| + 33 s \| |                   |          |                              |                  |
| |                   |          |                              |                  |
| Sources : ProCyclingStats Cycling Archives |                   |          |                              |                  |
| Classement général |                   |          |                              |                  |
| Coureur | Coureur           | Pays     | Équipe                       | Temps            |
| 1er | Alexandre Geniez  | France   | FDJ                          | 10 h 58 min 51 s |
| 2e | Florian Vachon    | France   | Bretagne-Séché Environnement | + 9 s            |
| 3e | Pierre Latour     | France   | AG2R La Mondiale             | + 19 s           |
| 4e | Nans Peters       | France   | France espoirs               | + 24 s           |
| 5e | Steven Kruijswijk | Pays-Bas | LottoNL-Jumbo                | + 28 s           |
| 6e | Théo Vimpère      | France   | Auber 93                     | + 30 s           |
| 7e | Sam Oomen         | Pays-Bas | Rabobank Development         | + 30 s           |
| 8e | Brice Feillu      | France   | Bretagne-Séché Environnement | + 31 s           |
| 9e | José Mendes       | Portugal | Bora-Argon 18                | + 31 s           |
| 10e | Patrick Konrad    | Autriche | Bora-Argon 18                | + 33 s           |

### 4eétape
| \| Classement de l'étape \| Classement de l'étape \| Classement de l'étape \| Classement de l'étape \| Classement de l'étape \| \| Coureur \| Coureur \| Pays \| Équipe \| Temps \| \| --------------------- \| --------------------- \| --------------------- \| ---------------------------- \| --------------------- \| \| 1er \| Pierre Latour \| France \| AG2R La Mondiale \| 3 h 41 min 06 s \| \| 2e \| Fabrice Jeandesboz \| France \| Team Europcar \| + 0 s \| \| 3e \| Florian Vachon \| France \| Bretagne-Séché Environnement \| + 0 s \| \| 4e \| Patrick Konrad \| Autriche \| Bora-Argon 18 \| + 0 s \| \| 5e \| Sam Oomen \| Pays-Bas \| Rabobank Development \| + 0 s \| \| 6e \| Théo Vimpère \| France \| Auber 93 \| + 0 s \| \| 7e \| Domenico Pozzovivo \| Italie \| AG2R La Mondiale \| + 0 s \| \| 8e \| Steven Kruijswijk \| Pays-Bas \| LottoNL-Jumbo \| + 0 s \| \| 9e \| Nans Peters \| France \| France espoirs \| + 0 s \| \| 10e \| Alexandre Geniez \| France \| FDJ \| + 0 s \| |                    |          |                              |                 |
| |                    |          |                              |                 |
| Sources : ProCyclingStats Cycling Archives |                    |          |                              |                 |
| Classement de l'étape |                    |          |                              |                 |
| Coureur | Coureur            | Pays     | Équipe                       | Temps           |
| 1er | Pierre Latour      | France   | AG2R La Mondiale             | 3 h 41 min 06 s |
| 2e | Fabrice Jeandesboz | France   | Team Europcar                | + 0 s           |
| 3e | Florian Vachon     | France   | Bretagne-Séché Environnement | + 0 s           |
| 4e | Patrick Konrad     | Autriche | Bora-Argon 18                | + 0 s           |
| 5e | Sam Oomen          | Pays-Bas | Rabobank Development         | + 0 s           |
| 6e | Théo Vimpère       | France   | Auber 93                     | + 0 s           |
| 7e | Domenico Pozzovivo | Italie   | AG2R La Mondiale             | + 0 s           |
| 8e | Steven Kruijswijk  | Pays-Bas | LottoNL-Jumbo                | + 0 s           |
| 9e | Nans Peters        | France   | France espoirs               | + 0 s           |
| 10e | Alexandre Geniez   | France   | FDJ                          | + 0 s           |

| \| Classement général \| Classement général \| Classement général \| Classement général \| Classement général \| \| Coureur \| Coureur \| Pays \| Équipe \| Temps \| \| ------------------ \| ------------------ \| ------------------ \| ---------------------------- \| ------------------ \| \| 1er \| Alexandre Geniez \| France \| FDJ \| 14 h 39 min 57 s \| \| 2e \| Florian Vachon \| France \| Bretagne-Séché Environnement \| + 5 s \| \| 3e \| Pierre Latour \| France \| AG2R La Mondiale \| + 9 s \| \| 4e \| Nans Peters \| France \| France espoirs \| + 24 s \| \| 5e \| Steven Kruijswijk \| Pays-Bas \| LottoNL-Jumbo \| + 28 s \| \| 6e \| Fabrice Jeandesboz \| France \| Team Europcar \| + 28 s \| \| 7e \| Théo Vimpère \| France \| Auber 93 \| + 30 s \| \| 8e \| Sam Oomen \| Pays-Bas \| Rabobank Development \| + 30 s \| \| 9e \| Patrick Konrad \| Autriche \| Bora-Argon 18 \| + 33 s \| \| 10e \| Domenico Pozzovivo \| Italie \| AG2R La Mondiale \| + 33 s \| |                    |          |                              |                  |
| |                    |          |                              |                  |
| Sources : ProCyclingStats Cycling Archives |                    |          |                              |                  |
| Classement général |                    |          |                              |                  |
| Coureur | Coureur            | Pays     | Équipe                       | Temps            |
| 1er | Alexandre Geniez   | France   | FDJ                          | 14 h 39 min 57 s |
| 2e | Florian Vachon     | France   | Bretagne-Séché Environnement | + 5 s            |
| 3e | Pierre Latour      | France   | AG2R La Mondiale             | + 9 s            |
| 4e | Nans Peters        | France   | France espoirs               | + 24 s           |
| 5e | Steven Kruijswijk  | Pays-Bas | LottoNL-Jumbo                | + 28 s           |
| 6e | Fabrice Jeandesboz | France   | Team Europcar                | + 28 s           |
| 7e | Théo Vimpère       | France   | Auber 93                     | + 30 s           |
| 8e | Sam Oomen          | Pays-Bas | Rabobank Development         | + 30 s           |
| 9e | Patrick Konrad     | Autriche | Bora-Argon 18                | + 33 s           |
| 10e | Domenico Pozzovivo | Italie   | AG2R La Mondiale             | + 33 s           |

## Classements finals

### Classement général final
| \| Classement général \| Classement général \| Classement général \| Classement général \| Classement général \| \| Coureur \| Coureur \| Pays \| Équipe \| Temps \| \| ------------------ \| ------------------ \| ------------------ \| ---------------------------- \| ------------------ \| \| 1er \| Alexandre Geniez \| France \| FDJ \| 14 h 39 min 57 s \| \| 2e \| Florian Vachon \| France \| Bretagne-Séché Environnement \| + 5 s \| \| 3e \| Pierre Latour \| France \| AG2R La Mondiale \| + 9 s \| \| 4e \| Nans Peters \| France \| France espoirs \| + 24 s \| \| 5e \| Steven Kruijswijk \| Pays-Bas \| LottoNL-Jumbo \| + 28 s \| \| 6e \| Fabrice Jeandesboz \| France \| Team Europcar \| + 28 s \| \| 7e \| Théo Vimpère \| France \| Auber 93 \| + 30 s \| \| 8e \| Sam Oomen \| Pays-Bas \| Rabobank Development \| + 30 s \| \| 9e \| Patrick Konrad \| Autriche \| Bora-Argon 18 \| + 33 s \| \| 10e \| Domenico Pozzovivo \| Italie \| AG2R La Mondiale \| + 33 s \| |                    |          |                              |                  |
| |                    |          |                              |                  |
| Sources : ProCyclingStats Cycling Archives |                    |          |                              |                  |
| Classement général |                    |          |                              |                  |
| Coureur | Coureur            | Pays     | Équipe                       | Temps            |
| 1er | Alexandre Geniez   | France   | FDJ                          | 14 h 39 min 57 s |
| 2e | Florian Vachon     | France   | Bretagne-Séché Environnement | + 5 s            |
| 3e | Pierre Latour      | France   | AG2R La Mondiale             | + 9 s            |
| 4e | Nans Peters        | France   | France espoirs               | + 24 s           |
| 5e | Steven Kruijswijk  | Pays-Bas | LottoNL-Jumbo                | + 28 s           |
| 6e | Fabrice Jeandesboz | France   | Team Europcar                | + 28 s           |
| 7e | Théo Vimpère       | France   | Auber 93                     | + 30 s           |
| 8e | Sam Oomen          | Pays-Bas | Rabobank Development         | + 30 s           |
| 9e | Patrick Konrad     | Autriche | Bora-Argon 18                | + 33 s           |
| 10e | Domenico Pozzovivo | Italie   | AG2R La Mondiale             | + 33 s           |

### Classements annexes
| Classement par points | Classement par points | Classement par points | Classement par points        | Classement par points |
| Coureur               | Coureur               | Pays                  | Équipe                       | Points                |
| --------------------- | --------------------- | --------------------- | ---------------------------- | --------------------- |
| 1er                   | Nacer Bouhanni        | France                | Cofidis, Solutions Crédits   | 52 pts                |
| 2e                    | Alexandre Geniez      | France                | FDJ                          | 43 pts                |
| 3e                    | Pierre Latour         | France                | AG2R La Mondiale             | 39 pts                |
| 4e                    | Mike Teunissen        | Pays-Bas              | LottoNL-Jumbo                | 38 pts                |
| 5e                    | Florian Vachon        | France                | Bretagne-Séché Environnement | 36 pts                |
| 6e                    | Patrick Konrad        | Autriche              | Bora-Argon 18                | 34 pts                |
| 7e                    | Théo Vimpère          | France                | Auber 93                     | 26 pts                |
| 8e                    | Fabrice Jeandesboz    | France                | Team Europcar                | 22 pts                |
| 9e                    | Sam Oomen             | Pays-Bas              | Rabobank Development         | 21 pts                |
| 10e                   | Samuel Dumoulin       | France                | AG2R La Mondiale             | 19 pts                |

| Classement par points | Classement par points | Classement par points | Classement par points        | Classement par points |
| Coureur               | Coureur               | Pays                  | Équipe                       | Points                |
| --------------------- | --------------------- | --------------------- | ---------------------------- | --------------------- |
| 1er                   | Nacer Bouhanni        | France                | Cofidis, Solutions Crédits   | 52 pts                |
| 2e                    | Alexandre Geniez      | France                | FDJ                          | 43 pts                |
| 3e                    | Pierre Latour         | France                | AG2R La Mondiale             | 39 pts                |
| 4e                    | Mike Teunissen        | Pays-Bas              | LottoNL-Jumbo                | 38 pts                |
| 5e                    | Florian Vachon        | France                | Bretagne-Séché Environnement | 36 pts                |
| 6e                    | Patrick Konrad        | Autriche              | Bora-Argon 18                | 34 pts                |
| 7e                    | Théo Vimpère          | France                | Auber 93                     | 26 pts                |
| 8e                    | Fabrice Jeandesboz    | France                | Team Europcar                | 22 pts                |
| 9e                    | Sam Oomen             | Pays-Bas              | Rabobank Development         | 21 pts                |
| 10e                   | Samuel Dumoulin       | France                | AG2R La Mondiale             | 19 pts                |

| Classement de la montagne | Classement de la montagne | Classement de la montagne | Classement de la montagne    | Classement de la montagne |
| Coureur                   | Coureur                   | Pays                      | Équipe                       | Points                    |
| ------------------------- | ------------------------- | ------------------------- | ---------------------------- | ------------------------- |
| 1er                       | Brice Feillu              | France                    | Bretagne-Séché Environnement | 66 pts                    |
| 2e                        | Julien El Fares           | France                    | Marseille 13 KTM             | 28 pts                    |
| 3e                        | Jean-Christophe Péraud    | France                    | AG2R La Mondiale             | 25 pts                    |
| 4e                        | Pierre Latour             | France                    | AG2R La Mondiale             | 25 pts                    |
| 5e                        | Yoann Paillot             | France                    | Marseille 13 KTM             | 22 pts                    |
| 6e                        | Patrick Konrad            | Autriche                  | Bora-Argon 18                | 12 pts                    |
| 7e                        | Fabrice Jeandesboz        | France                    | Team Europcar                | 11 pts                    |
| 8e                        | Guillaume Martin          | France                    | France espoirs               | 11 pts                    |
| 9e                        | Jérôme Cousin             | France                    | Team Europcar                | 11 pts                    |
| 10e                       | Hubert Dupont             | France                    | AG2R La Mondiale             | 10 pts                    |

| Classement de la montagne | Classement de la montagne | Classement de la montagne | Classement de la montagne    | Classement de la montagne |
| Coureur                   | Coureur                   | Pays                      | Équipe                       | Points                    |
| ------------------------- | ------------------------- | ------------------------- | ---------------------------- | ------------------------- |
| 1er                       | Brice Feillu              | France                    | Bretagne-Séché Environnement | 66 pts                    |
| 2e                        | Julien El Fares           | France                    | Marseille 13 KTM             | 28 pts                    |
| 3e                        | Jean-Christophe Péraud    | France                    | AG2R La Mondiale             | 25 pts                    |
| 4e                        | Pierre Latour             | France                    | AG2R La Mondiale             | 25 pts                    |
| 5e                        | Yoann Paillot             | France                    | Marseille 13 KTM             | 22 pts                    |
| 6e                        | Patrick Konrad            | Autriche                  | Bora-Argon 18                | 12 pts                    |
| 7e                        | Fabrice Jeandesboz        | France                    | Team Europcar                | 11 pts                    |
| 8e                        | Guillaume Martin          | France                    | France espoirs               | 11 pts                    |
| 9e                        | Jérôme Cousin             | France                    | Team Europcar                | 11 pts                    |
| 10e                       | Hubert Dupont             | France                    | AG2R La Mondiale             | 10 pts                    |

| Classement du meilleur jeune | Classement du meilleur jeune | Classement du meilleur jeune | Classement du meilleur jeune | Classement du meilleur jeune |
| Coureur                      | Coureur                      | Pays                         | Équipe                       | Temps                        |
| ---------------------------- | ---------------------------- | ---------------------------- | ---------------------------- | ---------------------------- |
| 1er                          | Pierre Latour                | France                       | AG2R La Mondiale             | 14 h 40 min 06 s             |
| 2e                           | Nans Peters                  | France                       | France espoirs               | + 15 s                       |
| 3e                           | Sam Oomen                    | Pays-Bas                     | Rabobank Development         | + 21 s                       |
| 4e                           | Guillaume Martin             | France                       | France espoirs               | + 1 min 32 s                 |
| 5e                           | Oleg Zemlyakov               | Kazakhstan                   | Vino 4-ever                  | + 3 min 46 s                 |
| 6e                           | Timo Roosen                  | Pays-Bas                     | LottoNL-Jumbo                | + 3 min 49 s                 |
| 7e                           | Lennard Hofstede             | Pays-Bas                     | Rabobank Development         | + 6 min 50 s                 |
| 8e                           | Jérémy Maison                | France                       | France espoirs               | + 7 min 30 s                 |
| 9e                           | Kévin Ledanois               | France                       | Bretagne-Séché Environnement | + 10 min 45 s                |
| 10e                          | Pierre Gouault               | France                       | Auber 93                     | + 14 min 54 s                |

| Classement du meilleur jeune | Classement du meilleur jeune | Classement du meilleur jeune | Classement du meilleur jeune | Classement du meilleur jeune |
| Coureur                      | Coureur                      | Pays                         | Équipe                       | Temps                        |
| ---------------------------- | ---------------------------- | ---------------------------- | ---------------------------- | ---------------------------- |
| 1er                          | Pierre Latour                | France                       | AG2R La Mondiale             | 14 h 40 min 06 s             |
| 2e                           | Nans Peters                  | France                       | France espoirs               | + 15 s                       |
| 3e                           | Sam Oomen                    | Pays-Bas                     | Rabobank Development         | + 21 s                       |
| 4e                           | Guillaume Martin             | France                       | France espoirs               | + 1 min 32 s                 |
| 5e                           | Oleg Zemlyakov               | Kazakhstan                   | Vino 4-ever                  | + 3 min 46 s                 |
| 6e                           | Timo Roosen                  | Pays-Bas                     | LottoNL-Jumbo                | + 3 min 49 s                 |
| 7e                           | Lennard Hofstede             | Pays-Bas                     | Rabobank Development         | + 6 min 50 s                 |
| 8e                           | Jérémy Maison                | France                       | France espoirs               | + 7 min 30 s                 |
| 9e                           | Kévin Ledanois               | France                       | Bretagne-Séché Environnement | + 10 min 45 s                |
| 10e                          | Pierre Gouault               | France                       | Auber 93                     | + 14 min 54 s                |

| Classement par équipes | Classement par équipes       | Classement par équipes | Classement par équipes |
| Équipe                 | Équipe                       | Pays                   | Temps                  |
| ---------------------- | ---------------------------- | ---------------------- | ---------------------- |
| 1re                    | AG2R La Mondiale             | France                 | 11 h 04 min 31 s       |
| 2e                     | France espoirs               | France                 | + 1 min 01 s           |
| 3e                     | Lotto NL-Jumbo               | Pays-Bas               | + 1 min 07 s           |
| 4e                     | Europcar                     | France                 | + 1 min 18 s           |
| 5e                     | Auber 93                     | France                 | + 4 min 59 s           |
| 6e                     | Bretagne-Séché Environnement | France                 | + 6 min 31 s           |
| 7e                     | Cofidis, Solutions Crédits   | France                 | + 6 min 32 s           |
| 8e                     | Rabobank Development         | Pays-Bas               | + 9 min 43 s           |
| 9e                     | Bora-Argon 18                | Allemagne              | + 9 min 52 s           |
| 10e                    | Armée de terre               | France                 | + 11 min 15 s          |

| Classement par équipes | Classement par équipes       | Classement par équipes | Classement par équipes |
| Équipe                 | Équipe                       | Pays                   | Temps                  |
| ---------------------- | ---------------------------- | ---------------------- | ---------------------- |
| 1re                    | AG2R La Mondiale             | France                 | 11 h 04 min 31 s       |
| 2e                     | France espoirs               | France                 | + 1 min 01 s           |
| 3e                     | Lotto NL-Jumbo               | Pays-Bas               | + 1 min 07 s           |
| 4e                     | Europcar                     | France                 | + 1 min 18 s           |
| 5e                     | Auber 93                     | France                 | + 4 min 59 s           |
| 6e                     | Bretagne-Séché Environnement | France                 | + 6 min 31 s           |
| 7e                     | Cofidis, Solutions Crédits   | France                 | + 6 min 32 s           |
| 8e                     | Rabobank Development         | Pays-Bas               | + 9 min 43 s           |
| 9e                     | Bora-Argon 18                | Allemagne              | + 9 min 52 s           |
| 10e                    | Armée de terre               | France                 | + 11 min 15 s          |

### UCI Europe Tour
Ce Tour de l'Ain attribue des points pour l'UCI Europe Tour 2015, par équipes seulement aux coureurs des équipes continentales professionnelles et continentales, individuellement à tous les coureurs sauf ceux faisant partie d'une équipe ayant un label WorldTeam.
| Position,          | 1er | 2e | 3e | 4e | 5e | 6e | 7e | 8e | 9e | 10e | 11e | 12e |
| Classement général | 80  | 56 | 32 | 24 | 20 | 16 | 12 | 8  | 7  | 6   | 5   | 3   |
| Par étape          | 16  | 11 | 6  | 5  | 4  | 2  |    |    |    |     |     |     |
| Leader, par étape  | 8   |    |    |    |    |    |    |    |    |     |     |     |

| Cycliste           | Équipe                             | Général | Étape | Leader | Total |
| ------------------ | ---------------------------------- | ------- | ----- | ------ | ----- |
| Florian Vachon     | Bretagne-Séché Environnement       | 56      | 17    | -      | 73    |
| Nacer Bouhanni     | Cofidis                            | -       | 32    | 16     | 48    |
| Fabrice Jeandesboz | Europcar                           | 16      | 11    | -      | 27    |
| Nans Peters        | Équipe nationale de France espoirs | 24      | -     | -      | 24    |
| Théo Vimpère       | Auber 93                           | 12      | 8     | -      | 20    |
| Patrick Konrad     | Bora-Argon 18                      | 7       | 9     | -      | 16    |
| Rudy Barbier       | Roubaix Lille Métropole            | -       | 15    | -      | 15    |
| Sam Oomen          | Rabobank Development               | 8       | 4     | -      | 12    |
| Anthony Maldonado  | Auber 93                           | -       | 11    | -      | 11    |
| Jimmy Engoulvent   | Europcar                           | -       | 5     | -      | 5     |
| José Mendes        | Bora-Argon 18                      | 5       | -     | -      | 5     |
| Benoît Sinner      | Armée de Terre                     | -       | 5     | -      | 5     |
| Twan Castelijns    | Lotto NL-Jumbo                     | -       | 4     | -      | 4     |
| Julien Guay        | Auber 93                           | -       | 4     | -      | 4     |
| Guillaume Martin   | Équipe nationale de France espoirs | 3       | -     | -      | 3     |
| Cyril Lemoine      | Cofidis                            | -       | 2     | -      | 2     |
| Albert Torres      | Ecuador                            | -       | 2     | -      | 2     |

## Évolution des classements
| Étape              |                             | Vainqueur _      | Classement général | Classement par points | Meilleur grimpeur | Meilleur jeune | Meilleure équipe |
| ------------------ | --------------------------- | ---------------- | ------------------ | --------------------- | ----------------- | -------------- | ---------------- |
| Prologue           | contre-la-montre individuel | Mike Teunissen   | Mike Teunissen     | Mike Teunissen        | non attribué      | Marc Sarreau   | LottoNL-Jumbo    |
| 1re étape          | étape de plaine             | Nacer Bouhanni   | Nacer Bouhanni     | Mike Teunissen        | Pierre Gouault    | Marc Sarreau   | LottoNL-Jumbo    |
| 2e étape           | étape de plaine             | Nacer Bouhanni   | Nacer Bouhanni     | Nacer Bouhanni        | Pierre Gouault    | Marc Sarreau   | LottoNL-Jumbo    |
| 3e étape           | étape de moyenne montagne   | Alexandre Geniez | Alexandre Geniez   | Nacer Bouhanni        | Julien El Fares   | Pierre Latour  | AG2R La Mondiale |
| 4e étape           | étape de moyenne montagne   | Pierre Latour    | Alexandre Geniez   | Nacer Bouhanni        | Brice Feillu      | Pierre Latour  | AG2R La Mondiale |
| Classements finals | Classements finals          |                  | Alexandre Geniez   | Nacer Bouhanni        | Brice Feillu      | Pierre Latour  | AG2R La Mondiale |

## Liste des participants
- Liste de départ complète

| Légende                             | Légende                                                                                                  | Légende                                | Légende                                                                                                  |
| ----------------------------------- | --- | -------------------------------------- | --- |
| Num                                 | Dossard de départ porté par le coureur sur ce Tour de l'Ain                                              | Pos                                    | Position finale au classement général                                                                    |
| Leader du classement général        | Indique le vainqueur du classement général                                                               | Leader du classement par points        | Indique le vainqueur du classement par points                                                            |
| Leader du classement de la montagne | Indique le vainqueur du classement de la montagne                                                        | Leader du classement du meilleur jeune | Indique le vainqueur du classement du meilleur jeune                                                     |
|                                     | Indique un maillot de champion national ou mondial, suivi de sa spécialité                               | #                                      | Indique la meilleure équipe                                                                              |
| NP                                  | Indique un coureur qui n'a pas pris le départ d'une étape, suivi du numéro de l'étape où il s'est retiré | AB                                     | Indique un coureur qui n'a pas terminé une étape, suivi du numéro de l'étape où il s'est retiré          |
| HD                                  | Indique un coureur qui a terminé une étape hors des délais, suivi du numéro de l'étape                   | *                                      | Indique un coureur en lice pour le classement du meilleur jeune (coureurs nés après le 1er janvier 1993) |

| AG2R La Mondiale # ALM            | AG2R La Mondiale # ALM       | AG2R La Mondiale # ALM |
| --------------------------------- | ---------------------------- | ---------------------- |
| Num                               | Coureur                      | Pos                    |
| 1                                 | Jean-Christophe Péraud (FRA) | 31e                    |
| 2                                 | Domenico Pozzovivo (ITA)     | 10e                    |
| 3                                 | Pierre Latour (FRA)*         | 3e                     |
| 4                                 | Julien Bérard (FRA)          | 66e                    |
| 5                                 | Samuel Dumoulin (FRA)        | 68e                    |
| 6                                 | Hubert Dupont (FRA)          | 38e                    |
| Directeur sportif : Julien Jurdie |                              |                        |

| Lotto NL-Jumbo TLJ              | Lotto NL-Jumbo TLJ       | Lotto NL-Jumbo TLJ |
| ------------------------------- | ------------------------ | ------------------ |
| Num                             | Coureur                  | Pos                |
| 11                              | Barry Markus (NED)       | AB-3               |
| 12                              | Steven Kruijswijk (NED)  | 5e                 |
| 13                              | Nick van der Lijke (NED) | 13e                |
| 14                              | Timo Roosen (NED)*       | 20e                |
| 15                              | Mike Teunissen (NED)     | 57e                |
| 16                              | Twan Castelijns (NED)    | 37e                |
| Directeur sportif : Erik Dekker |                          |                    |

| FDJ                             | FDJ                             | FDJ  |
| ------------------------------- | ------------------------------- | ---- |
| Num                             | Coureur                         | Pos  |
| 21                              | Arnaud Courteille (FRA)         | 30e  |
| 22                              | Alexandre Geniez (FRA)          | 1er  |
| 23                              | Pierre-Henri Lecuisinier (FRA)* | 52e  |
| 24                              | Kévin Réza (FRA)                | 65e  |
| 25                              | Marc Sarreau (FRA)*             | AB-4 |
| 26                              | Fabien Doubey (FRA)*            | 59e  |
| Directeur sportif : Marc Madiot |                                 |      |

| Cofidis COF                          | Cofidis COF             | Cofidis COF |
| ------------------------------------ | ----------------------- | ----------- |
| Num                                  | Coureur                 | Pos         |
| 31                                   | Yoann Bagot (FRA)       | 58e         |
| 32                                   | Nacer Bouhanni (FRA)    | 67e         |
| 33                                   | Romain Hardy (FRA)      | 43e         |
| 34                                   | Cyril Lemoine (FRA)     | 33e         |
| 35                                   | Dominique Rollin (CAN)  | 64e         |
| 36                                   | Stéphane Rossetto (FRA) | 26e         |
| Directeur sportif : Jean-Luc Jonrond |                         |             |

| Europcar EUC                        | Europcar EUC             | Europcar EUC |
| ----------------------------------- | ------------------------ | ------------ |
| Num                                 | Coureur                  | Pos          |
| 41                                  | Yukiya Arashiro (JPN)    | 22e          |
| 42                                  | Jérôme Cousin (FRA)      | 14e          |
| 43                                  | Antoine Duchesne (CAN)   | 34e          |
| 44                                  | Jimmy Engoulvent (FRA)   | 62e          |
| 45                                  | Fabrice Jeandesboz (FRA) | 6e           |
| 46                                  | Maxime Méderel (FRA)     | 45e          |
| Directeur sportif : Lylian Lebreton |                          |              |

| Bretagne-Séché Environnement BSE      | Bretagne-Séché Environnement BSE | Bretagne-Séché Environnement BSE |
| ------------------------------------- | -------------------------------- | -------------------------------- |
| Num                                   | Coureur                          | Pos                              |
| 51                                    | Brice Feillu (FRA)               | 21e                              |
| 52                                    | Frédéric Brun (FRA)              | 24e                              |
| 53                                    | Florian Guillou (FRA)            | AB-4                             |
| 54                                    | Kévin Ledanois (FRA)*            | 32e                              |
| 55                                    | Pierre-Luc Périchon (FRA)        | 49e                              |
| 56                                    | Florian Vachon (FRA)             | 2e                               |
| Directeur sportif : Sébastien Hinault |                                  |                                  |

| Bora-Argon 18 BOA                   | Bora-Argon 18 BOA       | Bora-Argon 18 BOA |
| ----------------------------------- | ----------------------- | ----------------- |
| Num                                 | Coureur                 | Pos               |
| 61                                  | Cesare Benedetti (ITA)  | 51e               |
| 62                                  | Patrick Konrad (AUT)    | 9e                |
| 63                                  | José Mendes (POR)       | 11e               |
| 64                                  | Lukas Pöstlberger (AUT) | 41e               |
| 65                                  | Cristiano Salerno (ITA) | 40e               |
| 66                                  | Björn Thurau (GER)      | 53e               |
| Directeur sportif : Christian Pömer |                         |                   |

| Rabobank Development RDT              | Rabobank Development RDT | Rabobank Development RDT |
| ------------------------------------- | ------------------------ | ------------------------ |
| Num                                   | Coureur                  | Pos                      |
| 71                                    | Sam Oomen (NED)*         | 8e                       |
| 72                                    | Cees Bol (NED)*          | 69e                      |
| 73                                    | Martijn Tusveld (NED)*   | AB-4                     |
| 74                                    | Lennard Hofstede (NED)*  | 25e                      |
| 75                                    | Merijn Korevaar (NED)*   | 72e                      |
| 76                                    | Jeroen Meijers (NED)*    | 61e                      |
| Directeur sportif : Arthur van Dongen |                          |                          |

| Ecuador ECU                           | Ecuador ECU             | Ecuador ECU |
| ------------------------------------- | ----------------------- | ----------- |
| Num                                   | Coureur                 | Pos         |
| 81                                    | Albert Torres (ESP)     | AB-3        |
| 82                                    | Henry Velasco (ECU)     | HD-3        |
| 83                                    | Higinio Fernández (ESP) | 35e         |
| 84                                    | Jordi Simón (ESP)       | 16e         |
| 85                                    | Jaume Rovira (ESP)      | AB-4        |
| 86                                    | Daniel Dominguez (ESP)  | 36e         |
| Directeur sportif : Domènec Carbonell |                         |             |

| Armée de Terre ADT               | Armée de Terre ADT   | Armée de Terre ADT |
| -------------------------------- | -------------------- | ------------------ |
| Num                              | Coureur              | Pos                |
| 91                               | Yoann Barbas (FRA)   | 19e                |
| 92                               | Alexis Bodiot (FRA)  | AB-4               |
| 93                               | Fabien Canal (FRA)   | 56e                |
| 94                               | Benoît Sinner (FRA)  | AB-4               |
| 95                               | Jérôme Mainard (FRA) | 15e                |
| 96                               | Quentin Pacher (FRA) | 50e                |
| Directeur sportif : Jimmy Casper |                      |                    |

| Auber 93 AUB                       | Auber 93 AUB             | Auber 93 AUB |
| ---------------------------------- | ------------------------ | ------------ |
| Num                                | Coureur                  | Pos          |
| 101                                | Pierre Gouault (FRA)*    | 39e          |
| 102                                | Julien Guay (FRA)        | 23e          |
| 103                                | Alo Jakin (EST)          | AB-4         |
| 104                                | Guillaume Levarlet (FRA) | 17e          |
| 105                                | Anthony Maldonado (FRA)  | AB-4         |
| 106                                | Théo Vimpère (FRA)       | 7e           |
| Directeur sportif : Stephan Gaudry |                          |              |

| Marseille 13 KTM M13                    | Marseille 13 KTM M13   | Marseille 13 KTM M13 |
| --------------------------------------- | ---------------------- | -------------------- |
| Num                                     | Coureur                | Pos                  |
| 111                                     | Yoann Paillot (FRA)    | 29e                  |
| 112                                     | Benjamin Giraud (FRA)  | 75e                  |
| 113                                     | Julien Loubet (FRA)    | AB-4                 |
| 114                                     | Alexandre Blain (FRA)  | 74e                  |
| 115                                     | Julien El Fares (FRA)  | 48e                  |
| 116                                     | Rémy Di Grégorio (FRA) | AB-2                 |
| Directeur sportif : Freddy Lecarpentier |                        |                      |

| Roubaix Lille Métropole RLM         | Roubaix Lille Métropole RLM | Roubaix Lille Métropole RLM |
| ----------------------------------- | --------------------------- | --------------------------- |
| Num                                 | Coureur                     | Pos                         |
| 121                                 | Rudy Barbier (FRA)          | AB-3                        |
| 122                                 | Thomas Damuseau (FRA)       | 27e                         |
| 123                                 | Rudy Kowalski (FRA)         | 76e                         |
| 124                                 | Jimmy Turgis (FRA)          | 47e                         |
| 125                                 | Léo Vincent (FRA)*          | AB-4                        |
| 126                                 | Félix Pouilly (FRA)*        | AB-3                        |
| Directeur sportif : Gilles Pauchard |                             |                             |

| Vino 4-ever V4E                     | Vino 4-ever V4E               | Vino 4-ever V4E |
| ----------------------------------- | ----------------------------- | --------------- |
| Num                                 | Coureur                       | Pos             |
| 131                                 | Aleksandr Chouchemoïne (KAZ)  | 46e             |
| 132                                 | Oleg Zemlyakov (KAZ)* (Route) | 18e             |
| 133                                 | Stepan Astafyev (KAZ)*        | 55e             |
| 134                                 | Zhandos Bizhigitov (KAZ)      | 42e             |
| 135                                 | Dmitriy Lukyanov (KAZ)*       | 54e             |
| 136                                 | Vadim Galeyev (KAZ)           | HD-3            |
| Directeur sportif : Sergey Danniker |                               |                 |

| Équipe nationale de France espoirs FRA   | Équipe nationale de France espoirs FRA | Équipe nationale de France espoirs FRA |
| ---------------------------------------- | -------------------------------------- | -------------------------------------- |
| Num                                      | Coureur                                | Pos                                    |
| 141                                      | Élie Gesbert (FRA)*                    | NP-4                                   |
| 142                                      | Fabien Grellier (FRA)*                 | 44e                                    |
| 143                                      | Jérémy Maison (FRA)*                   | 28e                                    |
| 144                                      | Guillaume Martin (FRA)*                | 12e                                    |
| 145                                      | Nans Peters (FRA)*                     | 4e                                     |
| 146                                      | Thibault Ferasse (FRA)*                | AB-4                                   |
| Directeur sportif : Pierre-Yves Chatelon |                                        |                                        |

| Équipe nationale des États-Unis espoirs USA | Équipe nationale des États-Unis espoirs USA | Équipe nationale des États-Unis espoirs USA |
| ------------------------------------------- | ------------------------------------------- | ------------------------------------------- |
| Num                                         | Coureur                                     | Pos                                         |
| 151                                         | Justin Oien (USA)*                          | 70e                                         |
| 152                                         | Tyler Williams (USA)*                       | 63e                                         |
| 153                                         | Colin Joyce (USA)*                          | AB-4                                        |
| 154                                         | William Barta (USA)*                        | 71e                                         |
| 155                                         | Taylor Eisenhart (USA)*                     | 73e                                         |
| 156                                         | Geoffrey Curran (USA)*                      | 60e                                         |
| Directeur sportif : Michael Sayers          |                                             |                                             |